# Lucanus luci
Lucanus luci là một loài bọ cánh cứng trong họ Lucanidae. Loài này được Maeda mô tả khoa học năm 2011.